# Aiouea
Aiouea (лат.) — род кустарников и деревьев семейства Лавровые (Lauraceae).

## Описание
Род Aiouea включает деревья или кустарники с простыми, очередными, плотно-мясистыми листьями, иногда с утолщённым краем, как правило, голыми, с перистыми или тройчатыми жилками, редко с пучками пазушных волосков у основания боковых жилок. Соцветия пазушные или субконечные, как правило, тонкие и голые, метельчатые. Цветки мелкие, с 6 листочками околоцветника, обычно прямостоячие в период цветения, одинаковые. Тычинок 9, 6 (3), 3 внутренние вывернутые наружу, с 2 желёзками у основания. Стаминодиев обычно три, с сердцевидной или стреловидной верхушкой. Завязь обычно погружена в цветочную трубку и содержит 1 семяпочку. Плод — эллипсовидная или почти шаровидная ягода с одним семенем, покоящаяся на неглубокой плюске. В стадии плодоношения листочки околоцветника опадают.

## Распространение
Aiouea — неотропический род, распространённый от юга Мексики до Парагвая, через Центральную Америку, Колумбию, Венесуэлу, Тринидад и Тобаго, Гайану, Суринам, Французскую Гвиану, Эквадор, Перу и Бразилию.

## Виды
В род входят следующие виды:
- Aiouea acarodomatifera Kosterm.
- Aiouea acuminata van der Werff & Penagos
- Aiouea acutifolia Penagos & van der Werff
- Aiouea alainii (C.K.Allen) R.Rohde
- Aiouea albopunctata Brotto
- Aiouea amoena (Nees & Mart.) R.Rohde
- Aiouea amplexicaulis (Schltdl. & Cham.) R.Rohde
- Aiouea ampullacea Lorea-Hern.
- Aiouea angulata Kosterm.
- Aiouea areolata (Lundell) R.Rohde
- Aiouea baitelloana (van der Werff & P.L.R.Moraes) van der Werff & P.L.R.Moraes
- Aiouea benthamiana Mez
- Aiouea bracteata Kosterm.
- Aiouea bractefoliacea (Lorea-Hern.) R.Rohde
- Aiouea breedlovei (Lundell) R.Rohde
- Aiouea brenesii (Standl.) R.Rohde
- Aiouea chavarriana (Hammel) R.Rohde
- Aiouea chiapensis (Lundell) R.Rohde
- Aiouea chicaque Soler-Umbarila, W.Ariza & Zapata-Corr.
- Aiouea cinnamomoidea (Lorea-Hern.) R.Rohde & Lorea-Hern.
- Aiouea dubia (Kunth) Mez
- Aiouea effusa (Meisn.) R.Rohde & Rohwer
- Aiouea elegans (van der Werff) Rohwer
- Aiouea erythropus (Nees & Mart.) R.Rohde
- Aiouea floccosa (van der Werff) R.Rohde
- Aiouea formicaria (van der Werff & Lorea-Hern.) R.Rohde
- Aiouea glaziovii (Mez) R.Rohde
- Aiouea glossophylla (Lorea-Hern.) R.Rohde
- Aiouea grandifolia van der Werff
- Aiouea grisebachii (Lorea-Hern.) Rohwer
- Aiouea guianensis Aubl.
- Aiouea hammeliana (W.C.Burger) R.Rohde
- Aiouea hartmanii (I.M.Johnst.) R.Rohde
- Aiouea hatschbachii (Vattimo-Gil) R.Rohde
- Aiouea haussknechtii (Mez) R.Rohde
- Aiouea heteranthera (Ruiz & Pav.) R.Rohde
- Aiouea hirsuta Lorea-Hern.
- Aiouea impressa (Meisn.) Kosterm.
- Aiouea intermedia Penagos & van der Werff
- Aiouea kruseana (O.Téllez & Villaseñor) R.Rohde
- Aiouea laevis (Nees ex Mart.) Kosterm.
- Aiouea lanigera (van der Werff) R.Rohde
- Aiouea lehmannii (O.C.Schmidt) Renner
- Aiouea leptophylla (Lorea-Hern.) R.Rohde
- Aiouea longipes (I.M.Johnst.) R.Rohde
- Aiouea longipetiolata van der Werff
- Aiouea macedoana Vattimo-Gil
- Aiouea maguireana (C.K.Allen) Renner
- Aiouea maya Lorea-Hern.
- Aiouea montana (Sw.) R.Rohde
- Aiouea myristicoides Mez
- Aiouea napoensis (van der Werff) R.Rohde
- Aiouea neurophylla (Mez & Pittier) R.Rohde
- Aiouea obscura van der Werff
- Aiouea ombrophila Brotto & Völtz
- Aiouea opaca van der Werff
- Aiouea pachypoda (Nees) R.Rohde
- Aiouea padiformis (Standl. & Steyerm.) R.Rohde
- Aiouea palaciosii (van der Werff) R.Rohde
- Aiouea paratriplinervis Lorea-Hern.
- Aiouea pelykiflora Penagos & van der Werff
- Aiouea piauhyensis (Meisn.) Mez
- Aiouea pittieri Rohwer
- Aiouea pseudoglaziovii Lorea-Hern.
- Aiouea pubescens Penagos & van der Werff
- Aiouea rubrinervia Lorea-Hern.
- Aiouea salicifolia (Nees) R.Rohde
- Aiouea saligna Meisn.
- Aiouea sellowiana (Nees & Mart.) R.Rohde
- Aiouea stenophylla (Meisn.) R.Rohde
- Aiouea subsessilis (Meisn.) R.Rohde
- Aiouea taubertiana (Mez & Schwacke) R.Rohde
- Aiouea tetragona (Meisn.) R.Rohde
- Aiouea tomentella (Mez) Renner
- Aiouea tomentosa (Meisn.) R.Rohde
- Aiouea tonduzii (Mez) R.Rohde
- Aiouea trinervis Meisn.
- Aiouea uninervia Lorea-Hern.
- Aiouea velveti (Lorea-Hern.) R.Rohde
- Aiouea zapatae (Lorea-Hern.) R.Rohde